# IC 587
IC 587 је спирална галаксија у сазвјежђу Секстант која се налази на листи објеката дубоког неба у Индекс каталогу.
Деклинација објекта је - 2° 23' 59" а ректасцензија 10h 3m 5,2s. Привидна величина (магнитуда) објекта IC 587 износи 13,5 а фотографска магнитуда 14,3. IC 587 је још познат и под ознакама UGC 5411, MCG 0-26-12, CGCG 8-28, IRAS 10005-0209, PGC 29127.